# Allée Éric-Chabeur
L'allée Éric-Chabeur est une voie située dans le 13e arrondissement de Paris, en France.

## Origine du nom

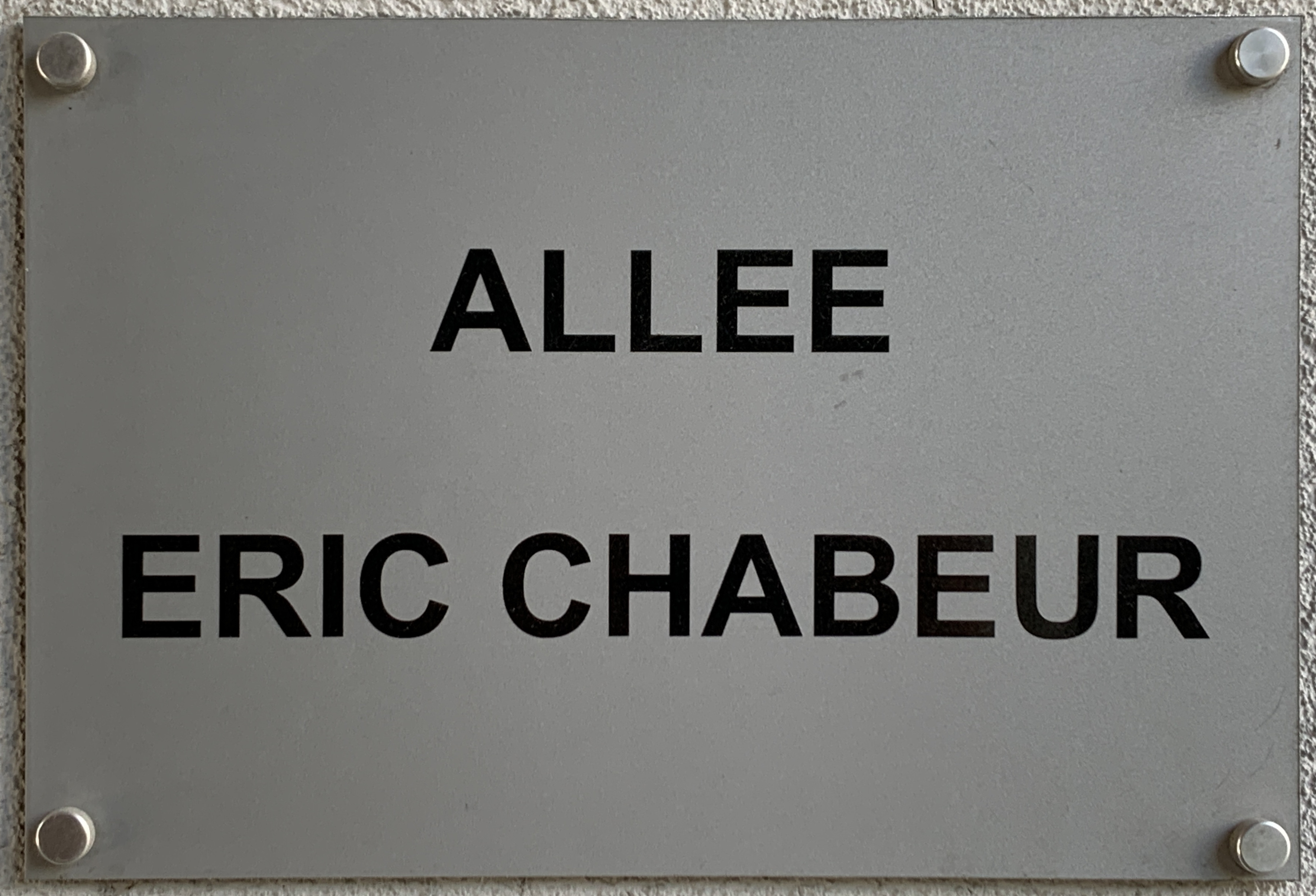
Plaque de l'allée.